# Алексеев, Антон Сергеевич
Антон Сергеевич Алексеев (укр. Антон Сергійович Алексєєв; род. 31 марта 1984, Харьков) — украинский футболист, вратарь.

## Биография
Воспитанник харьковских СДЮШОР «Металлист» (до 2000) и ДЮФК «Арсенал» (2000—2001). В 2001 году провёл 16 игр за любительский клуб «Эсхар» из одноимённого посёлка. В июле — августе сыграл два матча за харьковский «Арсенал» в Кубке Украины. Летом 2002 перешёл в московский «Спартак», в турнире дублёров в 2002—2003 годах в 25 матчах пропустил 33 гола. За основную команду провёл один матч — 1 апреля 2003 в ответной игре 1/8 Кубка Премьер лиги против «Сатурна-REN TV» (5:2) вышел на замену на 85-й минуте при счёте 3:2 и играл до конца дополнительного времени. Обладатель Кубка России 2002/03 — в финальном матче против «Ростова» (1:0) был в запасе. В 2004 году не выступал. 2005 год провёл в аренде в клубе второго дивизиона «Океан» Находка. В 18 матчах первенства пропустил 12 голов. В июле сыграл два матча 1/16 Кубка России против «Спартака», в которых пропустил 8 мячей (0:6, 1:2). Сезон-2006 провёл в первенстве КФК за «Спартак-Авто». В дальнейшем играл за клубы первого и второго дивизионов «СКА-Энергия» Хабаровск (2007), «Олимпия» Волгоград (2008), «Машук-КМВ» Пятигорск (2009). Летом 2009 перешёл в «Краснодар», но за год не сыграл ни одного матча. Сезон 2010/11 провёл в клубе второй румынской лиги «АЦСМУ Политехника» Яссы. Последняя профессиональная команда — «Биолог-Новокубанск» Прогресс, за которую в первенстве ПФЛ сезона 2011/12 сыграл 5 матчей, пропустил 10 голов.